# Диппольдисвальде
Диппольдисва́льде (нем. Dippoldiswalde) — город в Германии, расположен в земле Саксония.
Подчинён административному округу Дрезден. Входит в состав района Саксонская Швейцария — Восточные Рудные Горы. Население составляет 10291 человек (на 31 декабря 2010 года). Занимает площадь 63,37 км². Официальный код района 14 2 90 080.
Город подразделяется на 10 городских районов.
Среди достопримечательностей: Церковь святого Николая XIII века, Церковь святой Марии и святого Лаврентия XV века, и ансамбль исторического центра города с архитектурой XVI—XVIII вв.

## Галерея

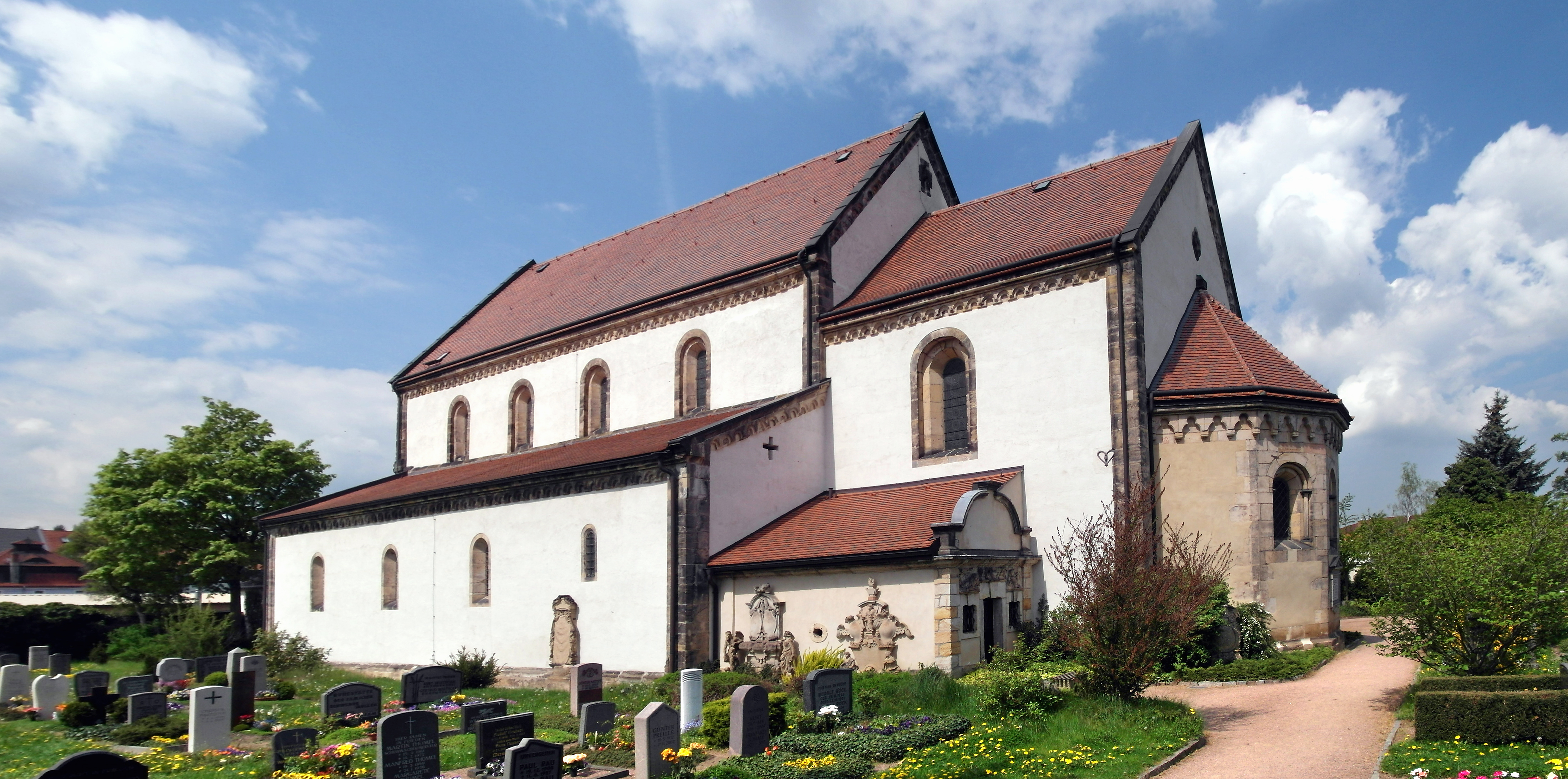
Церковь святого Николая, XIII в
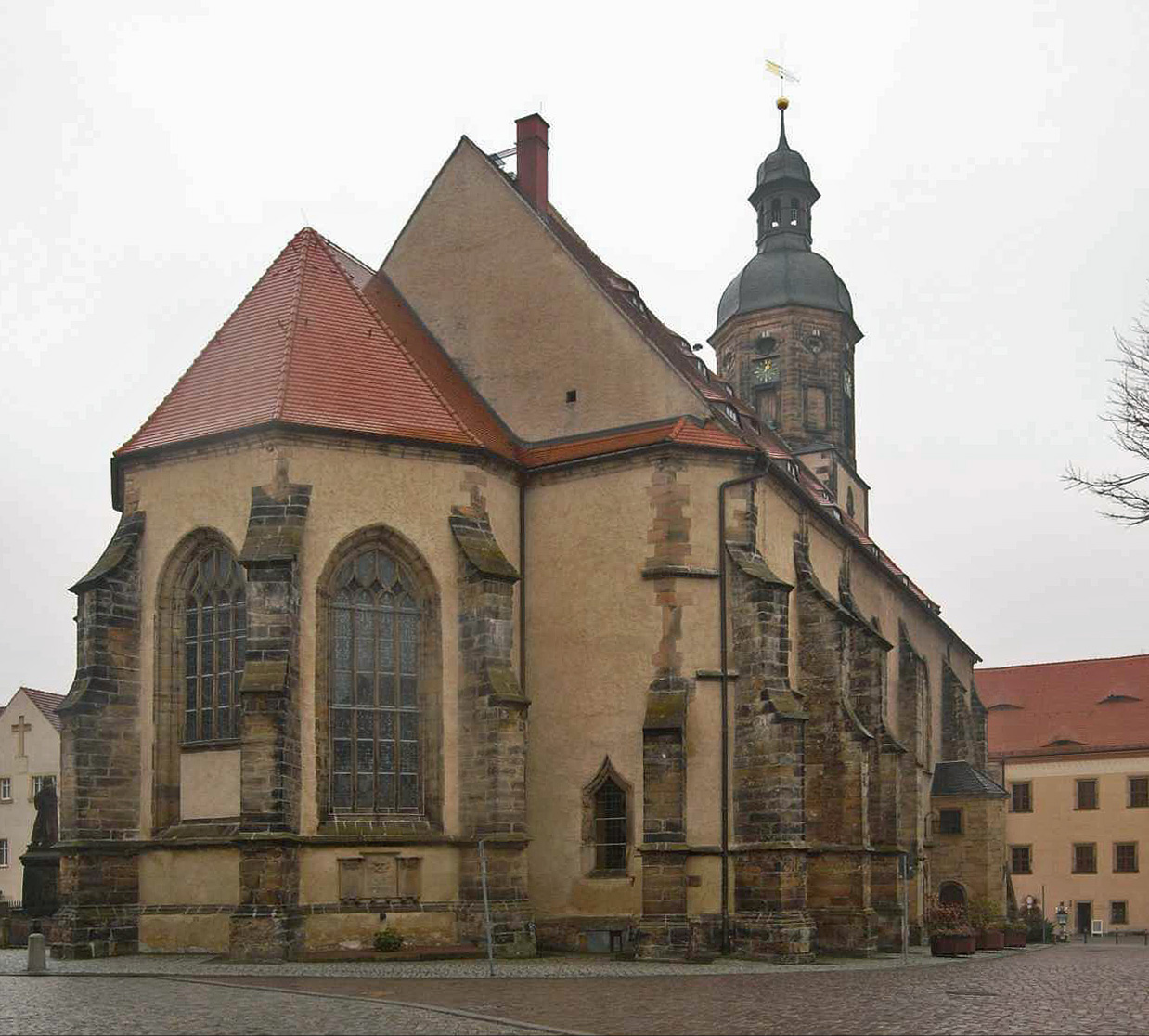
Церковь святой Марии и святого Лаврентия, XV в
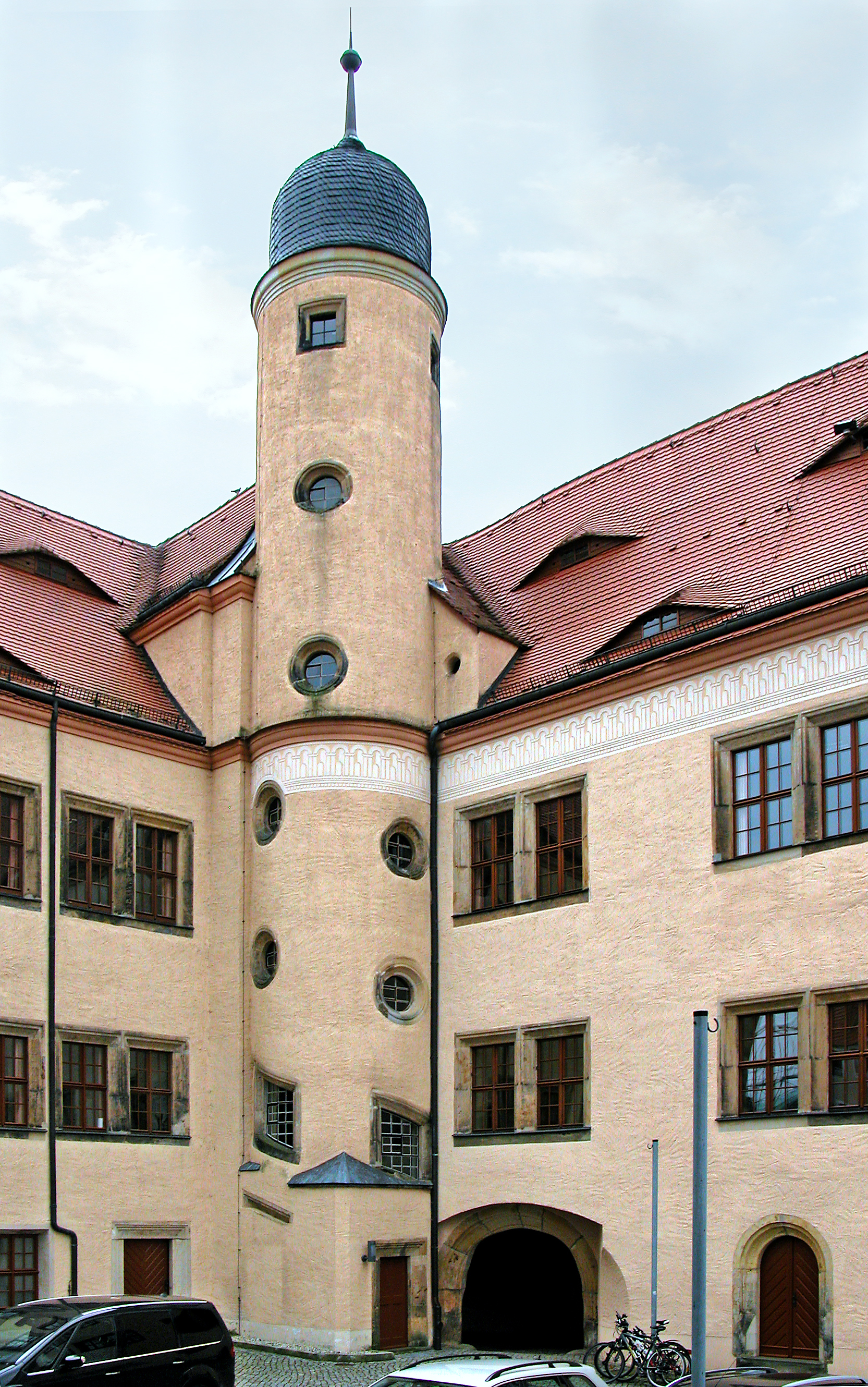
Городской замок (внутренний двор), XVI в
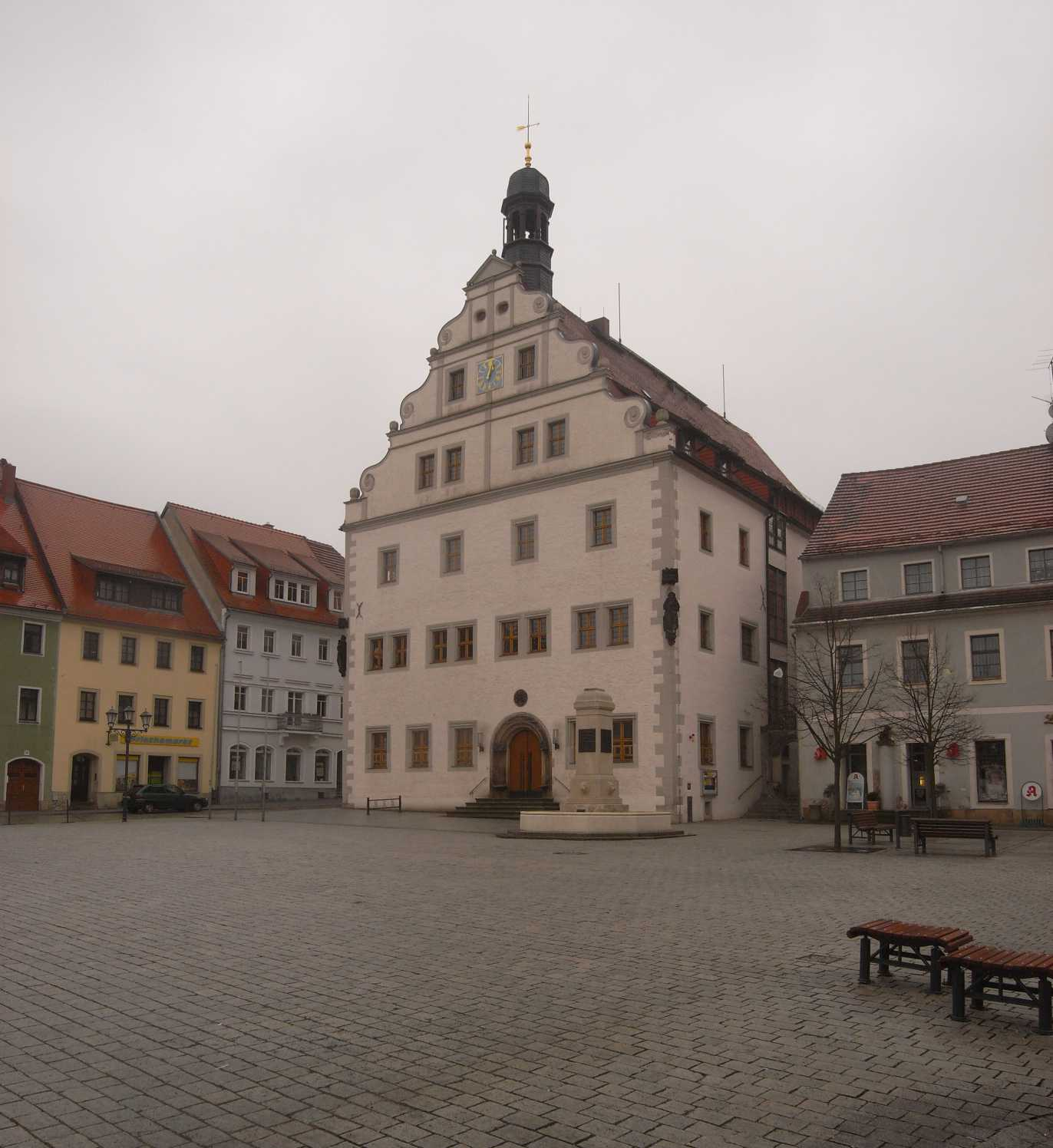
Ратуша, XV в
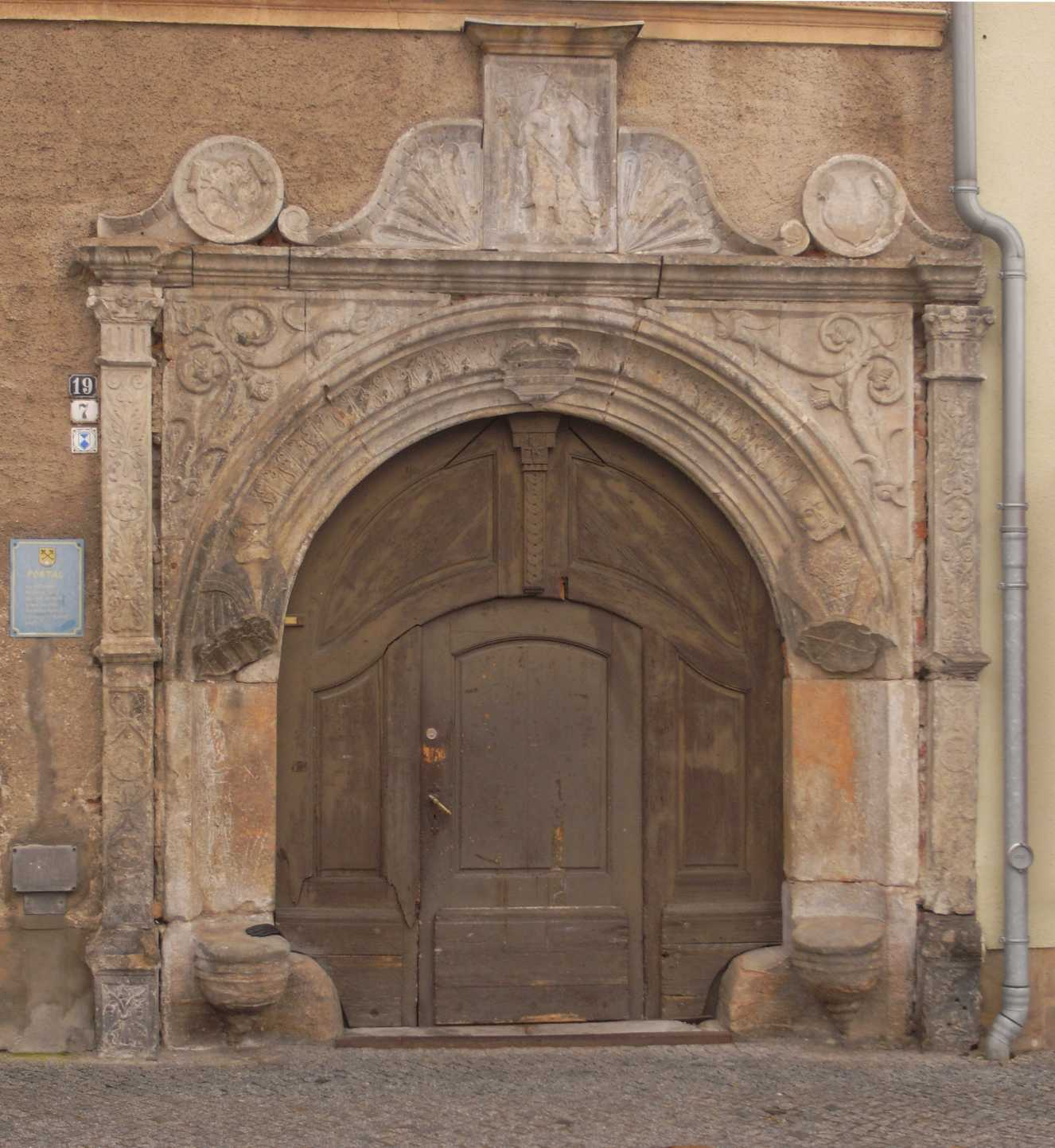
Портал одного из жилых домов, 1543 г.
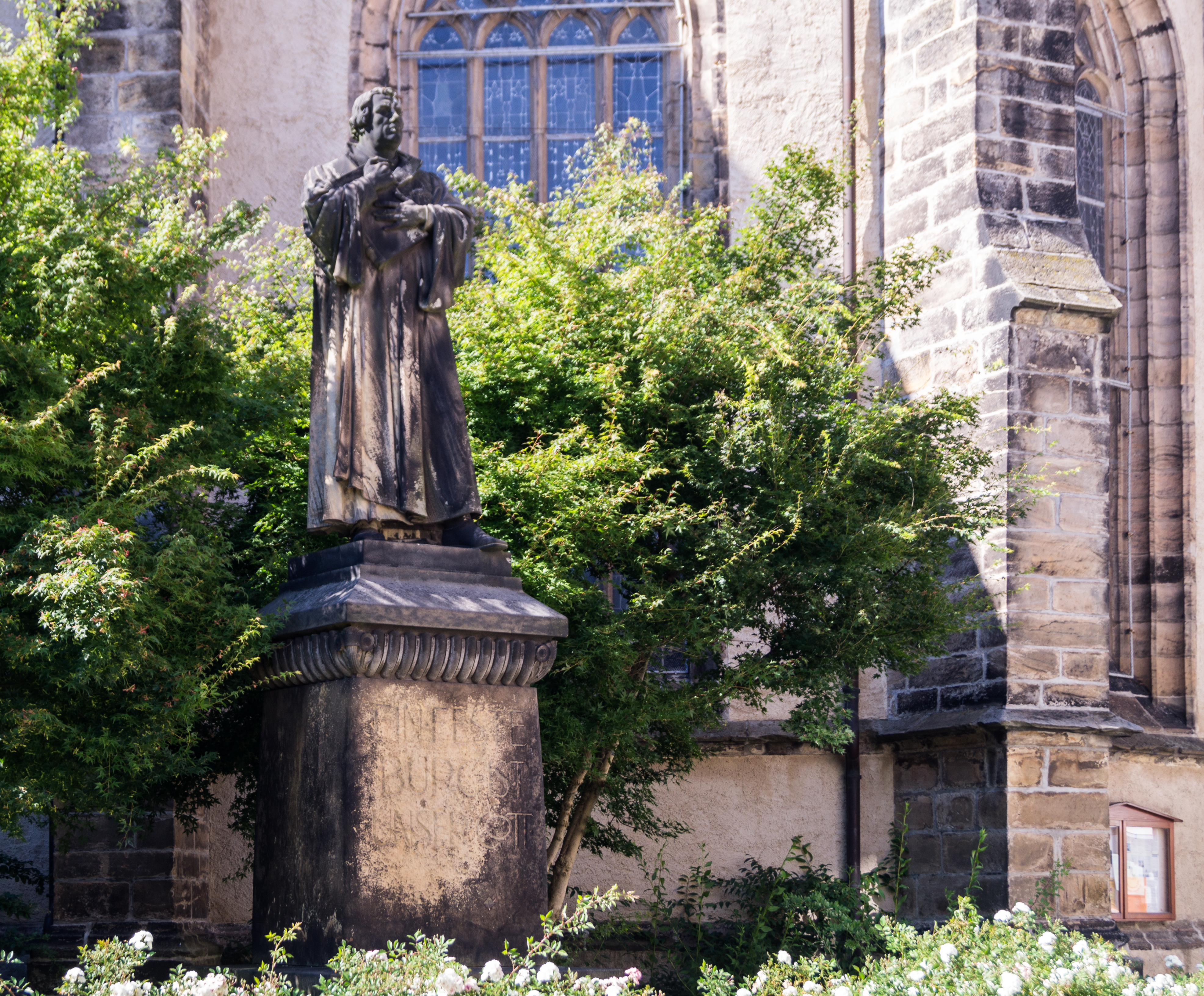
Памятник Мартину Лютеру